# Hogari Gollahalli, Kolar
Hogari Gollahalli là một làng thuộc tehsil Kolar, huyện Kolar, bang Karnataka, Ấn Độ.